# Bezzia vilbastei
Bezzia vilbastei är en tvåvingeart som beskrevs av Remm 1971. Bezzia vilbastei ingår i släktet Bezzia och familjen svidknott. Inga underarter finns listade i Catalogue of Life.